# Soso
Soso és una població dels Estats Units a l'estat de Mississipi. Segons el cens del 2000 tenia 379 habitants.

## Demografia
Segons el cens del 2000, Soso tenia 379 habitants, 157 habitatges, i 113 famílies. La densitat de població era de 73,2 habitants per km².
Dels 157 habitatges en un 25,5% hi vivien nens de menys de 18 anys, en un 52,9% hi vivien parelles casades, en un 13,4% dones solteres, i en un 28% no eren unitats familiars. En el 25,5% dels habitatges hi vivien persones soles el 14% de les quals corresponia a persones de 65 anys o més que vivien soles. El nombre mitjà de persones vivint en cada habitatge era de 2,41 i el nombre mitjà de persones que vivien en cada família era de 2,87.
Per edats la població es repartia de la següent manera: un 20,8% tenia menys de 18 anys, un 11,1% entre 18 i 24, un 27,2% entre 25 i 44, un 26,1% de 45 a 60 i un 14,8% 65 anys o més.
L'edat mediana era de 38 anys. Per cada 100 dones de 18 o més anys hi havia 89,9 homes.
La renda mediana per habitatge era de 29.135 $ i la renda mediana per família de 31.346 $. Els homes tenien una renda mediana de 19.231 $ mentre que les dones 22.250 $. La renda per capita de la població era de 15.455 $. Entorn del 15,7% de les famílies i el 15% de la població estaven per davall del llindar de pobresa.

## Poblacions més properes
El següent diagrama mostra les poblacions més properes.